# James Stirling (Marineoffizier)

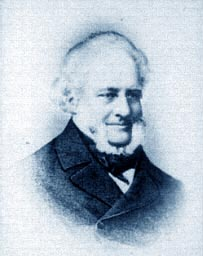
James Stirling (Australien)

Sir James Stirling (* 28. Januar 1791 in Drumpellier, Lanarkshire, Schottland; † 22. April 1865 in Surrey) war britischer Marineoffizier und Kolonialverwalter. Er wurde erster Gouverneur von Western Australia.

## Leben
James Stirling war der fünfte Sohn von Andrew Stirling, Esq., aus Drumpellier, Lanarkshire, Schottland. Seine Mutter war die Tochter von Sir Walter Stirling. Er trat in früher Jugend in die Royal Navy ein und nahm am Krieg gegen Frankreich und als Kapitän der HMS Brazen gegen Amerika teil. Sieben Jahre, vom 1. Juni 1829 bis zum 30. September 1832 und noch einmal von August 1834 bis Dezember 1838 war er Gouverneur und Oberbefehlshaber in Westaustralien. Während eines Aufenthaltes in England wurde er um 1833 zum Ritter geschlagen. Später wurde er Oberbefehlshaber in China und 1852 für einige Wochen Lord der Admiralität.

## Verhältnis zu den Aborigines
Im sogenannten Kampf von Pinjarra am 28. Oktober 1834, auch Massaker von Pinjarra genannt, befehligte er eine Gruppe von 25 berittenen Polizisten, die je nach Berichten 15 bis 30 Aborigines der Noongar massakrierten.

## Ehrungen
1838 benannte der österreichische Botaniker Stephan Endlicher die Pflanze Stirlingia zu seinen Ehren. Der australische Wahlbezirk Stirling und ein Vorort von Perth sind nach ihm  benannt. HMAS Stirling ist ein Landstützpunkt der Royal Australian Navy. Der Stirling Highway verbindet Perth mit Fremantle.